# 奧里薩雷

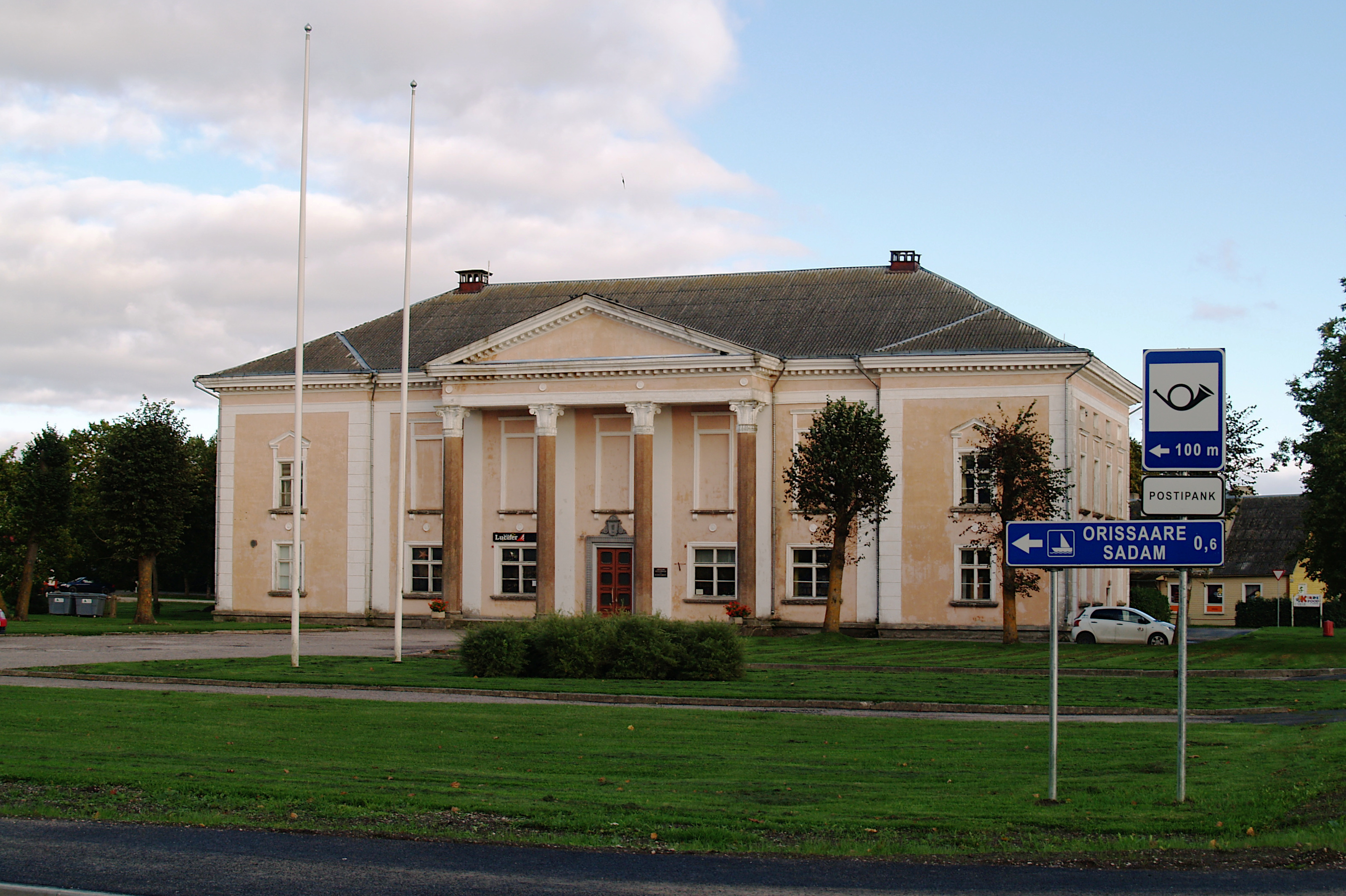

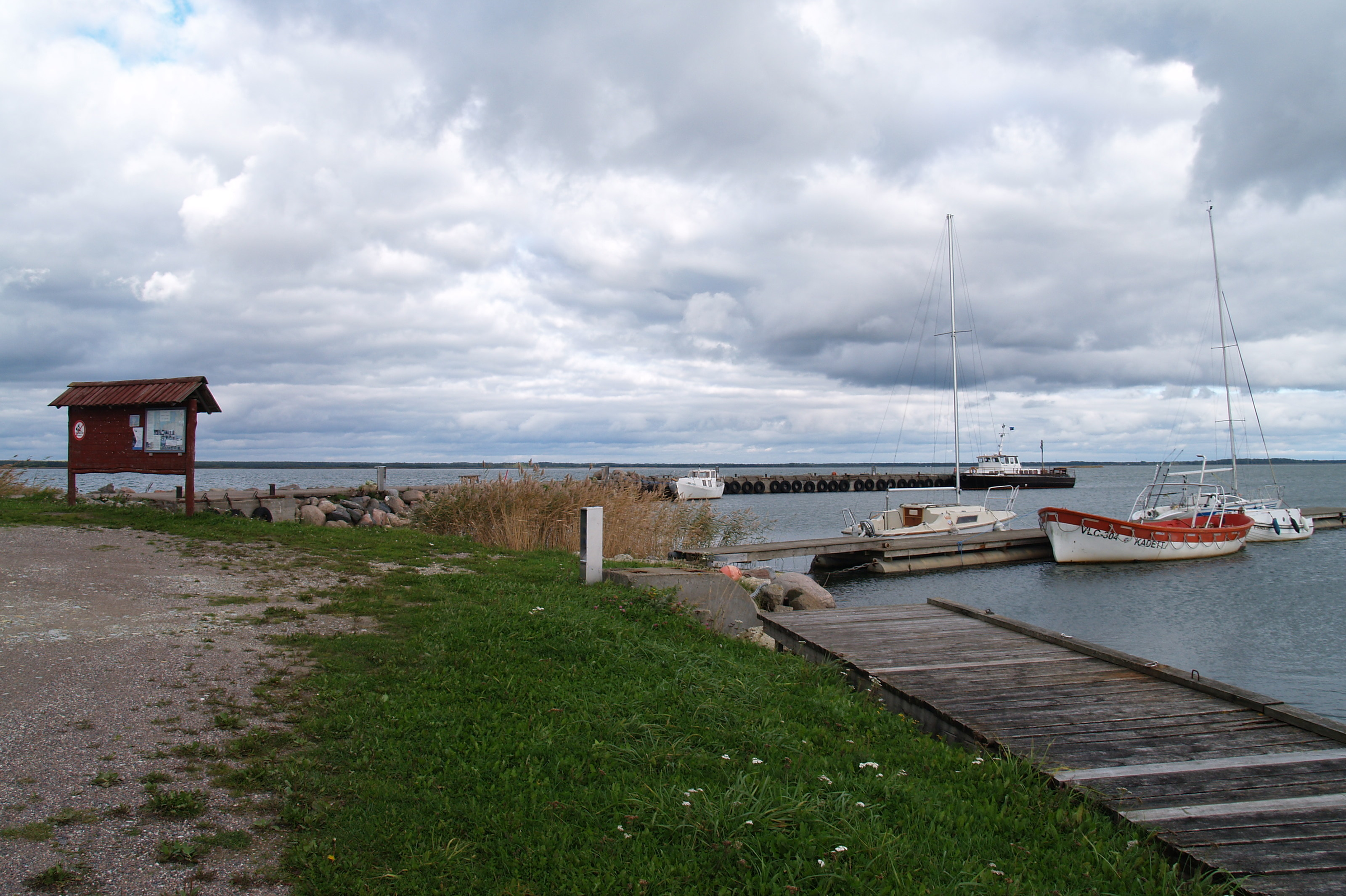

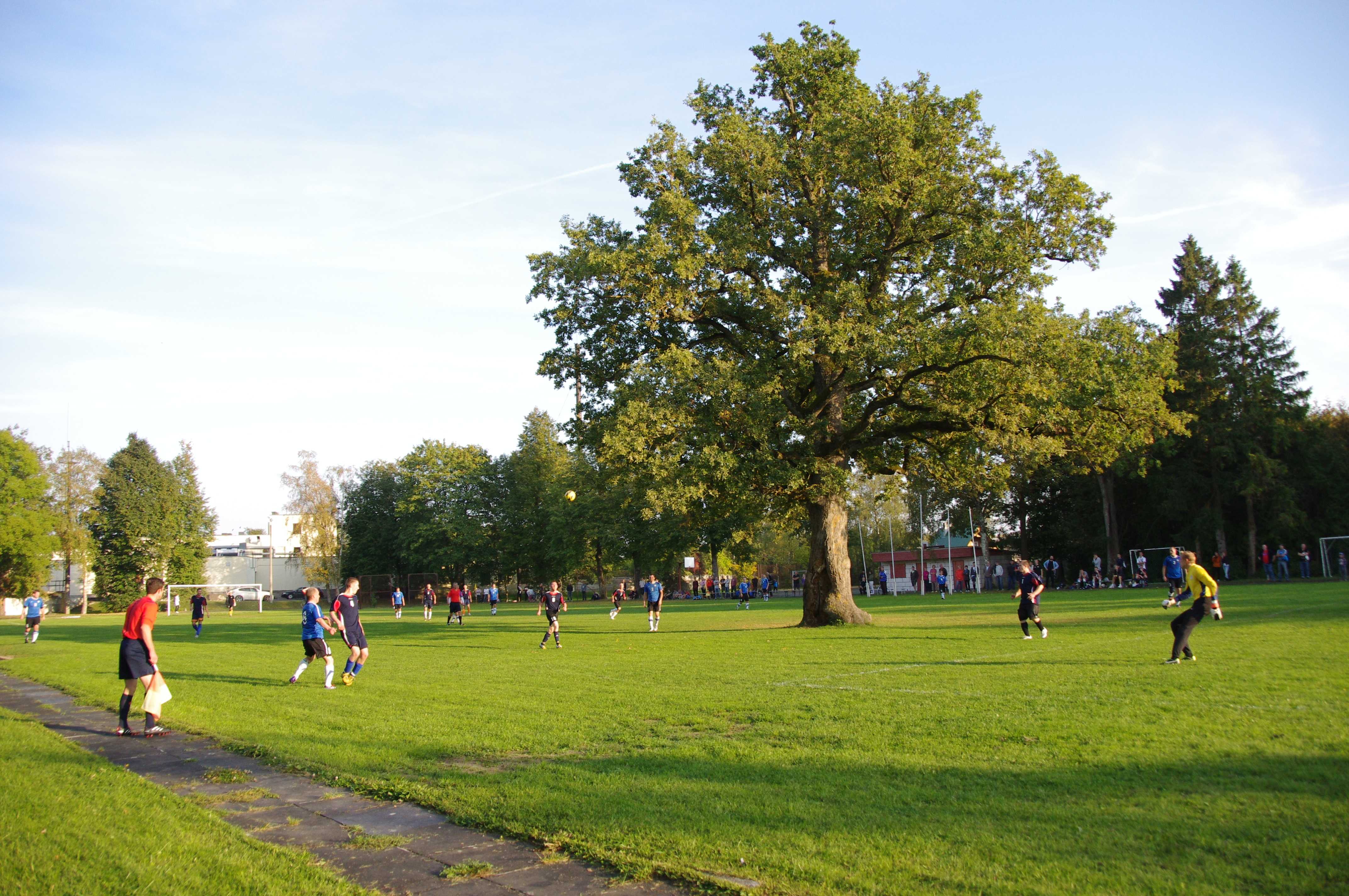

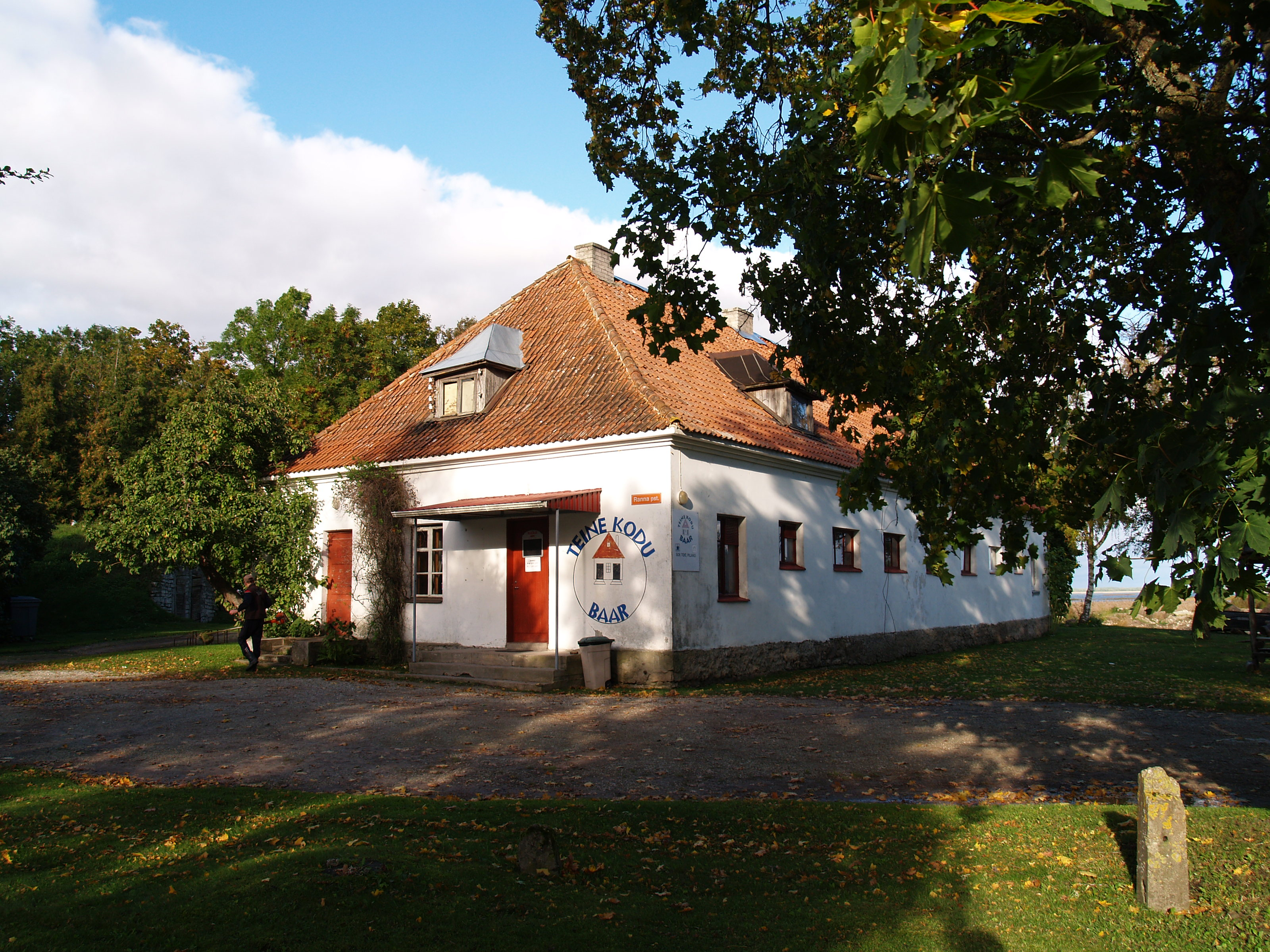

奧里薩雷，是愛沙尼亞薩雷縣萨雷马市镇的小鎮，位於該國西部，曾是原奧里薩雷市镇的行政中心，處於首都塔林西南面140公里，海拔高度7米，2010年該小鎮人口1,065。